# Eleições para a Assembleia Constituinte do Reino dos Sérvios, Croatas e Eslovenos em 1920
As eleições para a Assembleia Constituinte foram realizadas no Reino dos Sérvios, Croatas e Eslovenos em 28 de novembro de 1920. O Partido Democrata emergiu como a maior facção, conquistando 92 dos 419 assentos.  Os deputados são eleitos por escrutínio secreto, de forma direta, pelo sistema de quociente eleitoral. As eleições de 1920 foram as primeiras eleições democráticas no Reino dos Sérvios, Croatas e Eslovenos. Pouco depois da eleição, o Partido Comunista da Iugoslávia foi banido pelas autoridades, começando pela Obznana. 

## Antecedentes
Até as eleições, existia uma Assembleia Provisória de delegados não eleitos de cada uma das regiões constituintes do país. 
| Província            | Assentos na Assembleia Provisória | Assentos na Assembleia Constitucional |
| -------------------- | --------------------------------- | ------------------------------------- |
| Bósnia e Herzegovina | 42                                | 63                                    |
| Croácia-Eslavônia    | 62                                | 93                                    |
| Dalmácia             | 12                                | 11                                    |
| Ístria               | 4                                 | N / D                                 |
| Montenegro           | 12                                | 10                                    |
| Norte da Sérvia      | 84                                | 103                                   |
| Sérvia do Sul        | 24                                | 55                                    |
| Eslovênia            | 32                                | 40                                    |
| Voivodina            | 24                                | 44                                    |
| Total                | 296                               | 419                                   |

## Distritos eleitorais
Os distritos eleitorais correspondiam às divisões administrativas das terras constitutivas que se uniram para formar o Reino no final de 1918. Foram 56 no total: 
| Província            | Nº de distritos eleitorais | Distritos |
| -------------------- | -------------------------- | --- |
| Bósnia e Herzegovina | 6                          | Banja Luka, Bihać, Mostar, Sarajevo, Travnik, Tuzla |
| Croácia-Eslavônia    | 9                          | Bjelovar-Križevci, Lika-Krbava, Modruš-Rijeka, Požega, Sírmia, Varaždin (com Međimurje), Virovitica, Zagreb, Cidade de Zagreb                                          |
| Dalmácia             | 2                          | Dubrovnik-Kotor-Split, Šibenik-Zadar |
| Montenegro           | 1                          | Montenegro (distrito único) |
| Norte da Sérvia      | 18                         | Belgrado, Cidade de Belgrado, Čačak, Kragujevac, Krajina, Kruševac, Morava, Niš, Pirot, Podrinje, Požarevac, Rudnik, Smederevo, Timok, Toplica, Užice, Valjevo, Vranje |
| Sul da Sérvia        | 12                         | Berane-Bijelo Polje-Pljevlja-Prijepolje, Bitola, Bregalnica, Kosovo, Kumanovo, Metohija, Ohrid, Prizren, Raška-Zvečan, Skopje, Tetovo, Tikveš                          |
| Eslovênia            | 3                          | Celje-Maribor, Liubliana-Novo Mesto, Cidade de Liubliana |
| Voivodina            | 5                          | Veliki Bečkerek-Velika Kikinda, Novi Sad, Pančevo-Bela Crkva, Sombor, Subotica                                                                                         |
| Total                | 56                         | |

## Partidos

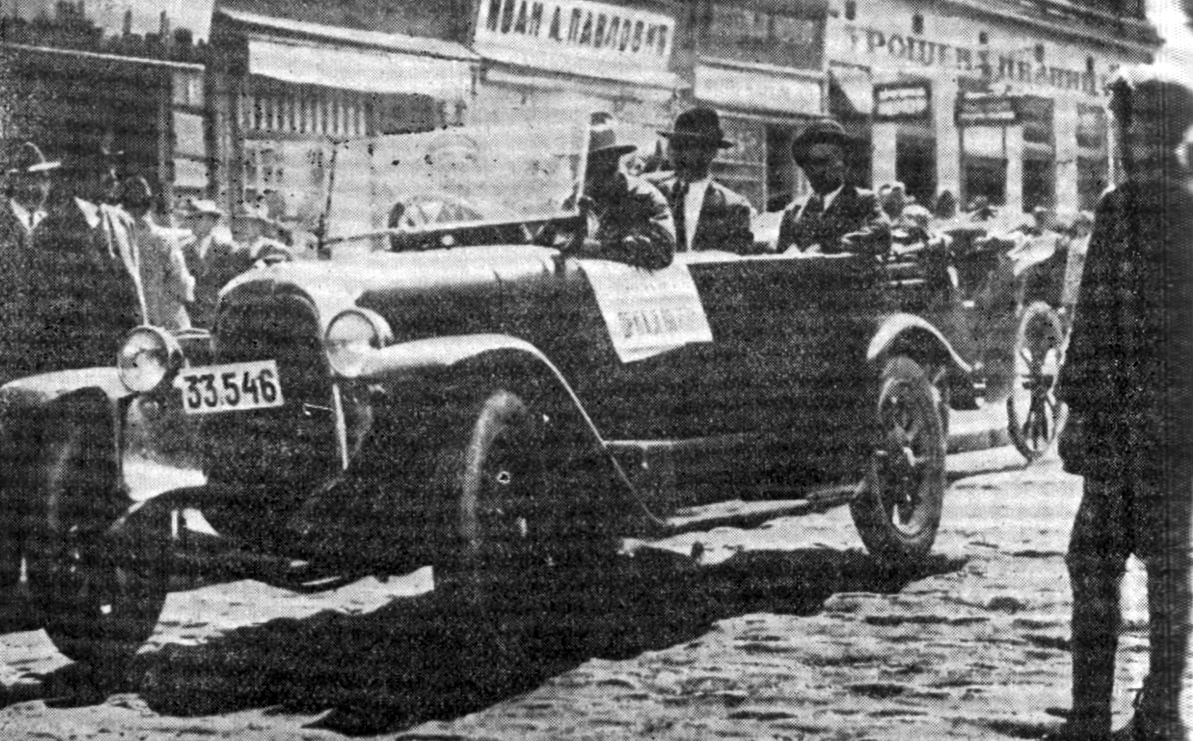
Campanha eleitoral do Partido Comunista em 1920.

Havia um total de 22 listas de partidos e uma lista independente.
- Partido dos Lavradores Croatas (Hrvatska težačka stranka, HTS) - partido político nacionalista croata na Bósnia e Herzegovina, formado em 1919. [3] Seu líder, Jozo Sunarić, foi um dos principais membros da União do Povo Croata na antiga Dieta da Bósnia.
- Partido Popular Croata (Hrvatska pučka stranka, HPS) - Partido político formado em 1919 associado ao movimento católico croata. [3] Ele apresentou candidatos em distritos na Bósnia e Herzegovina, Croácia-Eslavônia, Dalmácia e Voivodina.
- Partido Agrário Independente (Samostojna kmetijska stranka, SKS) - Partido político anticlerical esloveno fundado em junho de 1919 em Liubliana.
- Partido Radical do Povo (Narodna radikalna stranka, NRS) - Formado na Sérvia em 1881, o Partido Radical do Povo formou o governo do Reino da Sérvia desde 1909 e seu líder do partido, Nikola Pašić, tornou-se o primeiro primeiro-ministro do Reino dos Sérvios, Croatas e Eslovenos em 1918. Džemijet entrou em uma coalizão com o Partido Radical do Povo e conquistou seis deputados.
- Partido Democrático Iugoslavo (Jugoslovenska demokratska stranka, JDS) - Formado por ex-membros da Coalizão Croata-Sérvia na Áustria-Hungria liderada pelo sérvio-croata Svetozar Pribićević e por políticos da oposição na Sérvia liderados por Ljubomir Davidović em fevereiro de 1919. O partido defendia um estado centralizado e a abolição da autonomia regional. [3]

## Resultados
| Partido                                                | Votos     | %      | Assentos |
| ------------------------------------------------------ | --------- | ------ | -------- |
| Partido Democrático                                    | 319,448   | 19.88  | 92       |
| Partido Radical Popular                                | 284,575   | 17.71  | 91       |
| Partido Camponês Croata                                | 230,590   | 14.35  | 50       |
| Partido Comunista da Iugoslávia                        | 198,736   | 12.37  | 58       |
| Aliança Agrária–Partido Agrário Independente           | 151,603   | 9.43   | 39       |
| Organização Muçulmana Iugoslava                        | 110,895   | 6.90   | 24       |
| Partido Popular Esloveno                               | 58,971    | 3.67   | 14       |
| Lista do Partido Bunjevac-Šokac–Partido Popular Croata | 52,333    | 3.26   | 13       |
| Partido Social-Democrata Iugoslavo                     | 46,792    | 2.91   | 10       |
| Partido dos Lavradores Croatas                         | 38,400    | 2.39   | 7        |
| Džemijet                                               | 30,029    | 1.87   | 8        |
| União Croata                                           | 25,867    | 1.61   | 4        |
| Partido Republicano Iugoslavo                          | 18,136    | 1.13   | 3        |
| Partido dos Direitos                                   | 10,880    | 0.68   | 2        |
| Ante Trumbić                                           | 6,581     | 0.41   | 1        |
| Partido Socialista Popular                             | 6,186     | 0.38   | 2        |
| Partido Liberal                                        | 5,061     | 0.31   | 1        |
| Outros                                                 | 12,118    | 0.75   | 0        |
| Total                                                  | 1.607,201 | 100.00 | 419      |
|                                                        |           |        |          |
| Eleitores registrados/participação                     | 2.480,623 | –      |          |
| Fonte: Nohlen et al.                                   |           |        |          |